# Gulf GR7
La Gulf GR7, chiamata anche Gulf-Mirage GR7 o Mirage GR7, è un'autovettura da competizione di tipo sport-prototipo progettata e costruita nel 1974 dalla J.W. Automotive Engineering Ltd. (JWA) per correre la 24 Ore di Le Mans nella categoria Sport fino a 3 litri, come successore della Mirage M6.

## Tecnica

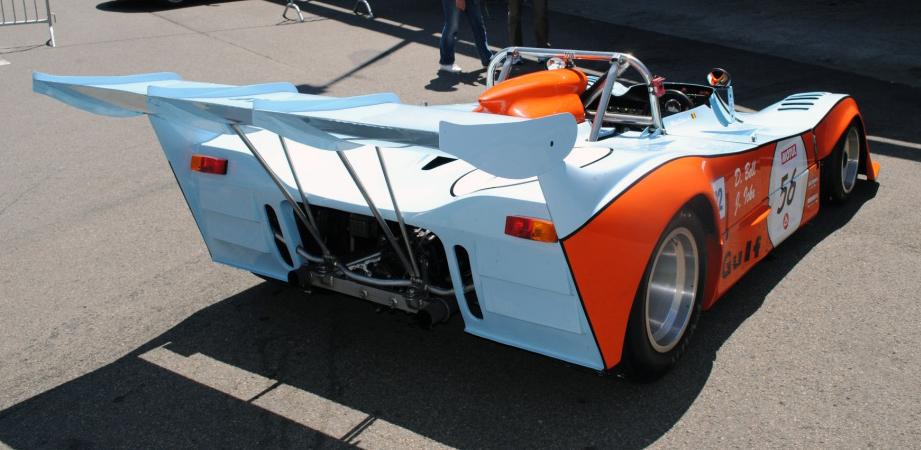
Posteriore

Derivata direttamente dalla Mirage M6, la GR7 nasce dalla modifica di alcune delle M6 regolarmente utilizzate nelle stagioni precedenti, riviste con l'adozione di nuove appendici aerodinamiche e con alcune modifiche al telaio volte al contenimento del peso.
La vettura presentava un telaio monoscocca in alluminio con rinforzi in acciaio e motore semi-portante vestita da una carrozzeria aerodinamica in vetroresina.
Le sospensioni anteriori di tipo a doppio trapezio erano coadiuvate da una barra stabilizzatrice e da ammortizzatori Koni mentre, al posteriore, lo schema era di tipo Multilink con barra stabilizzatrice e ammortizzatori Koni.
Il motore era un Ford Cosworth DFV collegato a un cambio manuale a 5 rapporti e la trazione era posteriore.

## Unità prodotte
Delle 6 vetture totali realizzate 3 vennero prodotte tra il 1974 e il 1975 e destinate alla squadra ufficiale Gulf mentre altri 3 telai vennero allestiti tra il 1977 e il 1978 destinati a clienti.

### Telai ufficiali

#### GR7/701
Realizzata sulla base della M6 con numero di telaio 601 del 1972, riconosciuta come il prototipo della M6, questa GR7 debuttò alla 1000km del Nürburgring del 1974, iscritta dalla squadra Gulf Racing.
Durante la stagione venne pilotata da James Hunt, Vern Schuppan, Derek Bell e Reine Wisell ottenendo, come miglior risultato, un quarto posto alla gara del debutto.

#### GR7/702
Realizzata sulla base della M6 con numero di telaio 602, questa GR7 debuttò, con la squadra Gulf Racing, alla 1000km di Monza del 1974 come auto di riserva; il primo evento in cui gareggiò realmente fu la 1000km del Nürburgring, conclusa con un ritiro, il miglior e unico risultato stagionale fu la quarta posizione alla 1000km di Zeltweg.

#### GR7/704
Realizzata sulla base della M6 con numero di telaio 604 del 1973, questa GR7 debuttò alla 1000km di Monza terminando in quarta posizione; durante la stagione 1974, disputata sotto i colori del Team Gulf Racing, venne pilotata da Derek Bell, Mike Hailwood, Jacky Ickx e David Hobbs ottenendo, come miglior risultato, un secondo posto alla 1000km di Spa.
A fine stagione la vettura venne ceduta a Georg Loos che la fece correre nella stagione 1975 con i colori della GELO Racing.

### Telai clienti
Il numero di telaio delle 3 vetture realizzate per i clienti non è noto e le stesse sono comunemente indicate con il nome del pilota che le portò in gara.

#### GR7/DeCadenet
Pilotata da Alain de Cadenet, questa vettura prese parte alla serie Can-Am del 1978; nelle 5 gare disputate la vettura si presentò con i colori del team British Post Office e con il numero di gara 4, raccogliento un 15º posto alla gara d'esordio, 3 10° posti e un ritiro.

#### GR7/Ganley
Questa GR7 prese parte a un solo evento, la gara Can-Am Mid-Ohio del 1978, con alla guida Howard Ganley e nei colori British Post Office conquistò la 5ª posizione finale.

#### Gr7/Pike
Questa GR7 ha preso parte a 2 eventi del campionato Can-Am del 1977, iscritta dal team Tony Fox Racing e affidata al pilota Don Pike ha ottenuto come miglior risultato un 5º posto finale alla gara di Riverside.
Meno fortunata la stagione successiva in cui Pike, iscritto da Allan F. Bodoh, non riuscì a completare la Can-Am di Road Atlanta, unico evento a cui partecipò.